# フアン・アントニオ・バヨナ
フアン・アントニオ・ガルシア・バヨナ（カタルーニャ語: Juan Antonio Garcia Bayona, 1975年5月9日 - ）は、スペイン・バルセロナ出身の映画監督、映画プロデューサー。長編映画のほかにはテレビコマーシャルやミュージックビデオも手掛けている。日本においてはJ・A・バヨナとも表記される。

## 経歴

### 初期の経歴
1975年にバルセロナに生まれ、映画製作への情熱をもって育った。まずはジャーナリストへの道を進み、後にカタルーニャ映画・視聴覚学校(ESCAC)で映画製作を学んだ。1993年のシッチェス映画祭では『クロノス』を監督したギレルモ・デル・トロに会っており、デル・トロは将来的にバヨナを支援することを約束した。カタルーニャ映画・視聴覚学校卒業後、バヨナはテレビコマーシャルやミュージックビデオの制作を開始し、OBK、エビア、エリャ・バイラ・ソーラ、カメーラなどのミュージックビデオを担当した。短編映画作品としては、1999年に『Mis Vacaciones』を、2002年に『El Hombre Esponja』を製作している。

### 『永遠のこどもたち』(2007)
2004年には短編映画『7337』のセルヒオ・G・サンチェスに会い、バヨナ初の長編映画となる『永遠のこどもたち』の脚本を依頼した。この作品を製作するためには大きな予算を獲得する必要があったが、ギレルモ・デル・トロが共同製作（デル・トロが製作総指揮）を申し出てバヨナを支援した。『永遠のこどもたち』は2007年5月20日のカンヌ国際映画祭でプレミア上映され、観客の拍手は10分間も続いた。スペインでは2007年10月11日に350スクリーンで劇場公開され、公開開始から4日間で830万ドルもの興行収入を得た。公開週の興行収入としてはスペイン歴代2位となり、『パンズ・ラビリンス』をしのいで2007年最高の興行収入を記録した。2008年（2007年度）のゴヤ賞では新人監督賞と作品賞にノミネートされ、新人監督賞を受賞した。2008年度のヨーロッパ映画賞では作品賞を含む4部門にノミネートされている。アメリカ映画『エクリプス/トワイライト・サーガ』の監督候補にも挙げられたが、バヨナ自身はこの作品に興味を持たず、結局イギリス人のデヴィッド・スレイドが監督している。

### 『インポッシブル』(2012)
2009年5月、バラエティ誌はバヨナが再び脚本家のサンチェスとコンビを組んで『インポッシブル』を製作すると報じた。この作品はアパチェス・エンターテインメント、テレシンコ・シネマ、スポンジマンが製作会社に加わっている。サミット・エンターテインメントが権利を取得し、ナオミ・ワッツ、ユアン・マクレガーが主演した。2004年のスマトラ島沖地震の際の実話に基づいている。本作でワッツはアカデミー主演女優賞にノミネートされた。

### 『怪物はささやく』(2016)
パトリック・ネスの小説『怪物はささやく』を原作として、2016年には『怪物はささやく』を製作した。2016年のゴヤ賞では作品賞や監督賞を含む最多9部門で受賞し、2016年のスペイン興行収入は第1位を記録した。

### 『ジュラシック・ワールド/炎の王国』(2018)
2016年4月、2018年公開の『ジュラシック・パーク』シリーズの5作目『ジュラシック・ワールド/炎の王国』の監督にバヨナが決定した。

## 監督作品

### 長編映画
- 永遠のこどもたち El orfanato（2007年）- 監督
- インポッシブル Lo imposible（2012年）- 監督
- 怪物はささやく A Monster Calls（2016年）- 監督
- マローボーン家の掟 Marrowbone（2017年）- 製作総指揮
- ジュラシック・ワールド/炎の王国 Jurassic World: Fallen Kingdom（2018年）- 監督
- 雪山の絆 La sociedad de la nieve（2023年）- 監督・脚本・製作

### ドラマ
- ペニー・ドレッドフル 〜ナイトメア 血塗られた秘密〜 Penny Dreadful（2014年）- 監督
- ロード・オブ・ザ・リング:力の指輪 The Lord of the Rings: The Rings of Power（2022年）- 監督・製作総指揮

### 短編映画
- ぼくの夏休み Mis vacaciones (1999)
- El hombre Esponja (2002)

## 受賞とノミネート
ゴヤ賞
| 年度 | 作品             | 部門       | 結果       |
| ---- | ---------------- | ---------- | ---------- |
| 2016 | 怪物はささやく   | 監督賞     | 受賞       |
| 2016 | 怪物はささやく   | 作品賞     | 受賞       |
| 2012 | インポッシブル   | 監督賞     | 受賞       |
| 2012 | インポッシブル   | 作品賞     | ノミネート |
| 2007 | 永遠のこどもたち | 新人監督賞 | 受賞       |
| 2007 | 永遠のこどもたち | 作品賞     | ノミネート |

フェロス賞
| 年度 | 作品           | 部門         | 結果       |
| ---- | -------------- | ------------ | ---------- |
| 2016 | 怪物はささやく | 監督賞       | ノミネート |
| 2016 | 怪物はささやく | ドラマ作品賞 | ノミネート |

ガウディ賞
| 年度 | 作品           | 部門             | 結果 |
| ---- | -------------- | ---------------- | ---- |
| 2016 | 怪物はささやく | 監督賞           | 受賞 |
| 2016 | 怪物はささやく | 作品賞           | 受賞 |
| 2012 | インポッシブル | 監督賞           | 受賞 |
| 2012 | インポッシブル | ヨーロッパ作品賞 | 受賞 |

デトロイト映画批評家協会賞
| 年度 | 作品           | 部門   | 結果       |
| ---- | -------------- | ------ | ---------- |
| 2012 | インポッシブル | 監督賞 | ノミネート |
| 2012 | インポッシブル | 作品賞 | ノミネート |

ラスベガス映画批評家協会賞
| 年度 | 作品           | 部門   | 結果       |
| ---- | -------------- | ------ | ---------- |
| 2012 | インポッシブル | 作品賞 | ノミネート |

カプリ賞
| 年度 | 作品           | 部門             | 結果 |
| ---- | -------------- | ---------------- | ---- |
| 2012 | インポッシブル | 監督賞           | 受賞 |
| 2012 | インポッシブル | ヨーロッパ監督賞 | 受賞 |